# Björksav

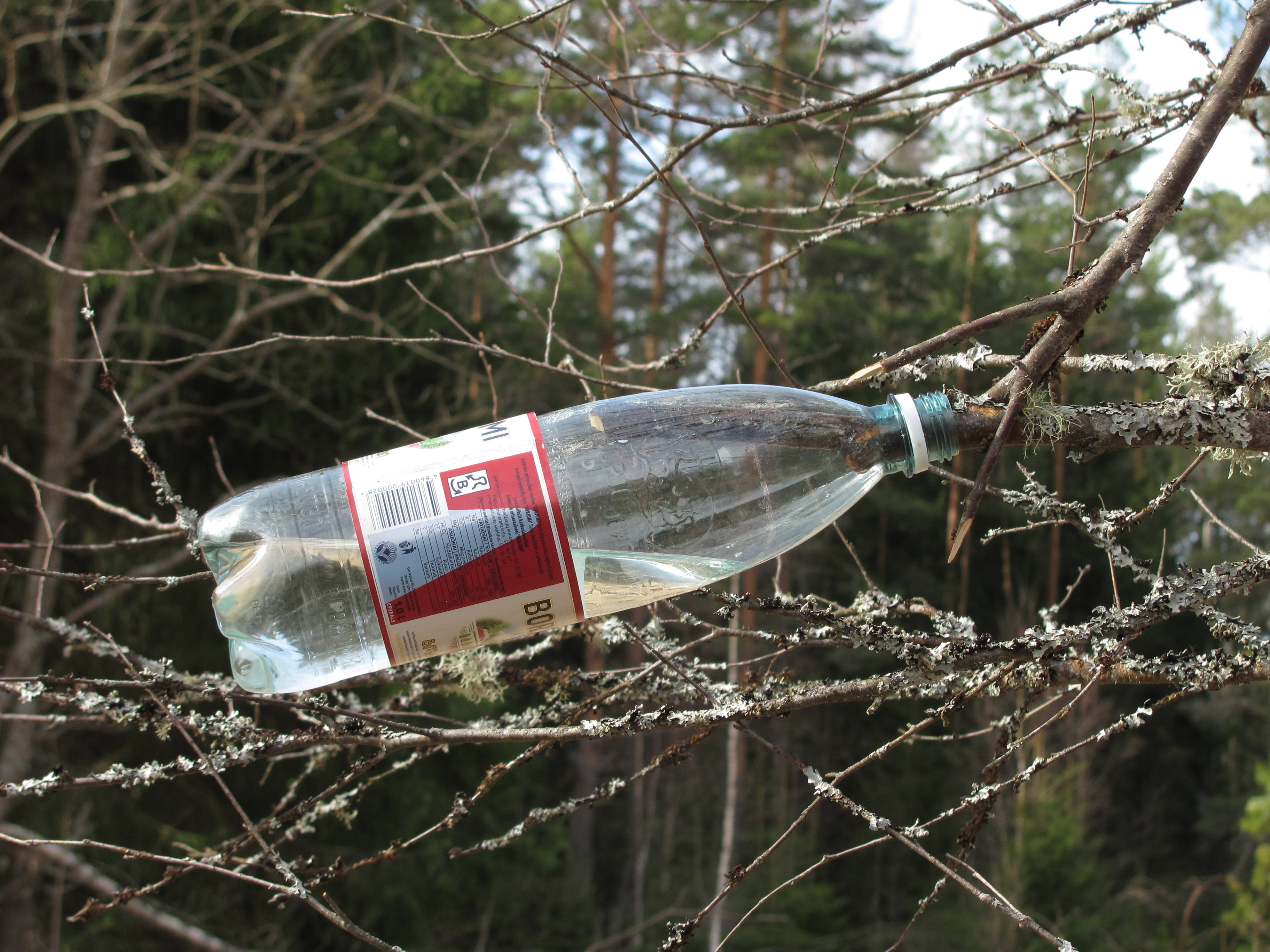
Det enklaste sättet att samla björksav är att skära av en gren och låta saven droppa ner i en flaska. Det är inte att rekommendera, eftersom det inte är möjligt att "stänga av" för tömningen. Det är bäst att borra ett litet hål i trädet som du kan sätta en plugg i efterhand.

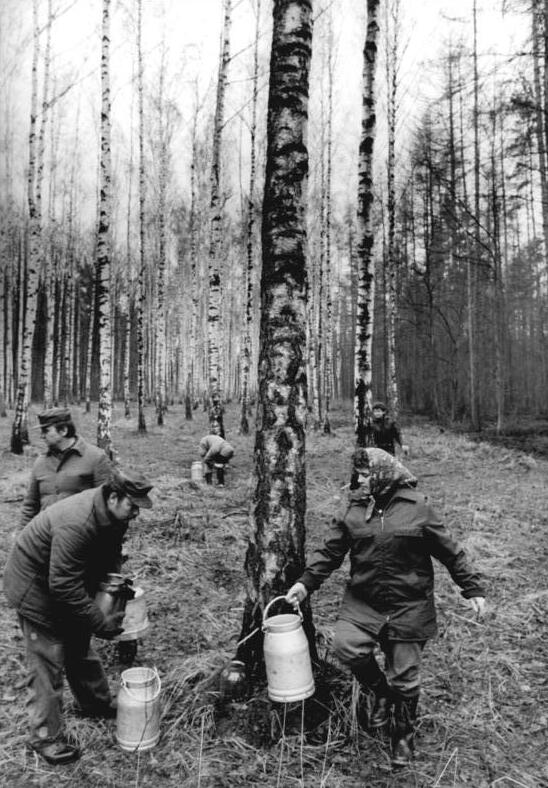
Tappning av björksaft vid staden Colditz, Sachsen Östtyskland. Foto från 1985.

Björksav är den sav som utvinns ur björkträd. Savtappning är en gammal svensk tradition som kom att bli vanlig under 1700- och 1800-talet, men fortfarande förekommer i liten skala. Även i Finland, de östeuropeiska länderna och i de flesta övriga länder där björken är vanlig, förekom, och förekommer, savtappning för olika ändamål, i mer eller mindre stor skala. Björksaven var förr ett viktigt vitamintillskott på vårvintern; även boskapen brukade få björksav att dricka.

## Tappning
Tappning av björksav ingår inte i allemansrätten.
Björksav måste tappas under en viss tid av året, beroende på art och geografi. Generellt sett mellan vinterns uppbrott och knoppsprickningen på våren, när saven stiger som mest intensivt, vilket betyder ungefär en månads tid. Efter knoppsprickningen brukar saven få en bitter smak.
En liten björk (stammens diameter ca 15 cm) kan producera upp till 5 liter sav per dag, ett större träd (diameter 30 cm) upp till 15 liter per dygn. Det är emellertid bara en liten del av detta som kan samlas in, om man inte vill skada trädet.
Färsk björksav är mycket ömtålig. Även kyld, så håller den sig bara upp till 2–5 dagar. Hållbarheten kan förlängas genom infrysning eller pastörisering, men pastörisering förstör en del ingredienser och kan förändra smaken av produkten.
På grund av den korta skördetiden, björksavens ömtålighet och det arbetsintensiva förfarandet, kan priset på björksav vara mycket högt i vissa länder. Exempelvis i Japan kan man få betala upp till 500 kronor per liter.

## Innehåll
Björksaven innehåller, förutom vatten, främst kalcium, kalium, magnesium, mangan och socker. Sockerarterna i saven är huvudsakligen fruktos och glukos totalt 0,5–2 procent. Äppelsyra är den viktigaste syran i björksav och är varifrån den får sin syrliga smak. Utöver det innehåller saven proteiner, aminosyror och enzymer.

## Användning

### Dryck
Björksaven är drickbar som den är men kan förädlas till björkdricka, eller så kan man bereda saven till alkoholhaltiga drycker. På senare år har man börjat tillverka mousserande vin. I Kanada finns till exempel Birch beer som kan liknas vid en variant av Root Beer, eller det för östra Europa vanliga kvass. Det går även att göra björksirap på liknande sätt som lönnsirap tillverkas. Sedan 2006 tillverkas det i Jämtland ett björksavsvin.

### Medicin
Björksaven har haft en stor betydelse i den folkliga medicinen mot olika åkommor, såsom bot för lungsjukdomar, förkylningar, kolik och njursten, samt olika bristsjukdomar såsom skörbjugg. Linné ansåg att saven var en bra hostmedicin och ett utmärkt laxermedel. Forskningsrön från Lunds universitet har påvisat att savens naturliga beståndsdelar skulle kunna motverka cancer. Detta återstår dock att vetenskapligt bestyrka.